# Filipe Teixeira
Filipe Andrade Teixeira (Paris, 2 de outubro 1980) é um jogador de futebol português, que joga habitualmente a médio.
No inicio da época 2007/2008 trocou a Académica de Coimbra pelo West Bromwich, na altura da II liga Inglesa, onde impressionou os adeptos pelas suas excelentes exibições. Actualmente joga no Steaua Bucareste, Roménia.

## Títulos
- Campeão de Europa Júnior em 1999.